# 주진수
주진수(朱鎭洙, 1878년 ~ 1936년)는 일제강점기 때의 독립 운동가로 육영 사업에 힘썼으며 고려혁명당 창당에도 가담했다.
경북 울진 출생으로 일찍이 개화 운동에 투신해 독립협회와 관동학회의 회원이 되었다. 1907년 울진에 만흥학교를 세워 교장을 취임해 육영 사업에 힘썼다. 1909년 신민회 강원 대표로 만주에 독립운동기지 건설을 위한 모금 운동을 벌였다.
1911년 만주로 망명해 신흥무관학교와 경학사 설립에 노력했다. 1914년 대한국민의회 회원이 되고 1919년 대한민국 임시정부 수립에 참여했으며 1926년 이규풍, 최동희 등과 함께 러시아에서 열린 민족혁신파 대표자회의에서 대표로 참석하고 고려혁명당 창당에 가담했다.
1968년 대통령 표창이 수여되었다.